# Frank Sennhenn

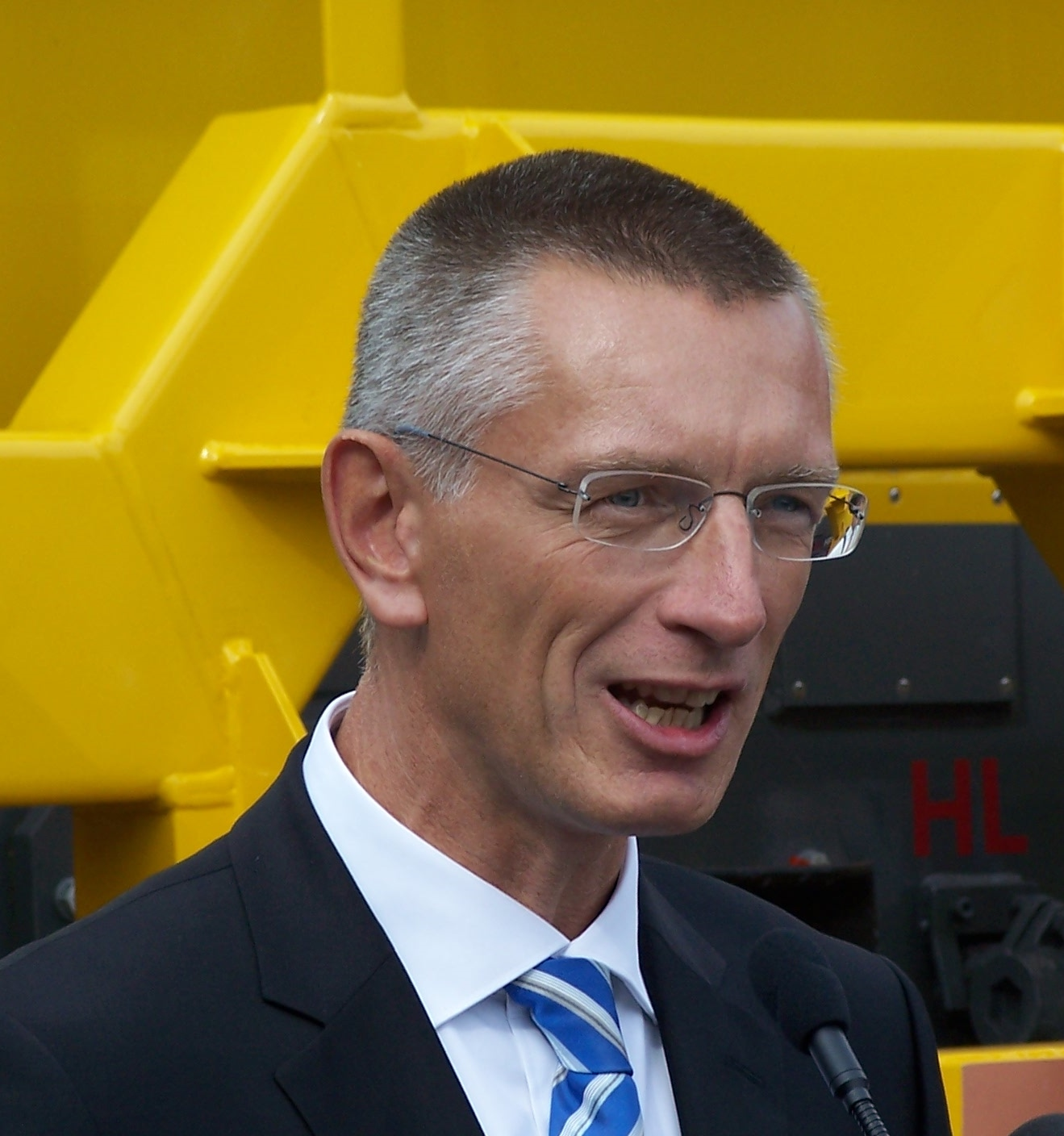
Frank Sennhenn auf der InnoTrans 2014 in Berlin.

Frank Sennhenn (* 21. Dezember 1963) ist ein deutscher Manager und war vom 1. Mai 2013 bis 14. August 2022 Vorsitzender der DB Netz AG.

## Karriere
Frank Sennhenn begann seine Karriere, nach dem Studium der Betriebswirtschaftslehre, 1990 als Verkehrsreferent bei der AGIV und wechselte 1992 zur Deutschen Eisenbahn-Gesellschaft.
Seit 2000 war er bei der Deutschen Bahn im Geschäftsbereich Regio aktiv, bis 2003 als Leiter der Geschäftsentwicklung Nahverkehr, danach als Vorstand Produktion. Im Juni 2009 übernahm er dann den Vorsitz der DB Regio AG, dieses Mandat wurde 2011 erneuert.
Nach vier Jahren in dieser Tätigkeit wurde Frank Sennhenn zum Nachfolger von Oliver Kraft als Vorsitzender der DB Netz AG gewählt. Diesen Posten übernahm er am 1. Mai 2013. Sein Nachfolger als Vorsitzender der DB Regio AG wurde Manfred Rudhart. Am 30. November 2017 bestätigte der Aufsichtsrat der DB Netz AG Sennhenn für weitere fünf Jahre als Vorstandsvorsitzenden des Unternehmens. Sennhenn legte sein Mandat als Vorstandsvorsitzender am 14. August 2022 nieder und ging vorzeitig in den Ruhestand. Sein Nachfolger ist Philipp Nagl.